# Tinagma anchusella
Tinagma anchusella — вид лускокрилих комах родини дугласіїд (Douglasiidae).

## Поширення
Вид поширений в Європі, Туреччині, Кіпрі, на Близькому Сході та на Кавказі. Присутний у фауні України.

## Опис
Розмах крил 9-10 мм.

## Спосіб життя
Імаго літають у червні-липні. Личинки живляться на Anchusa officinalis. Вони мінують стебло рослини.